# 恰米強克捲
恰米強克捲（英語：Chimichanga）又称吉米包,是墨西哥卷饼的一种，流行于美国西南部及墨西哥西北部。通常在玉米餅粉中夾多種原材料，包括稻米、乾酪、豆类、machaca（乾肉）、carne adobada（醃肉）、carne seca（乾牛肉）、雞塊，再將其折叠裝入矩形包装內，最後進行炸製而成。可搭配萨尔萨酱、鳄梨酱、酸奶油或奶酪食用。

## 起源
關於其起源尚無定論。
有說法認為，1922年，亞利桑那州El Charro餐廳創始人莫妮卡·弗林一次無意將玉米卷餅放入油炸鍋裡，本準備吐出西班牙语髒話「chi……」，又旋即改口為「chimichanga」（西班牙語：thingamajig，意為「無名氏」），是為其來源。
Macayo's Mexican Kitchen創辦者伍迪·约翰逊則宣稱自己在1946年首創了恰米強克捲。當時他在原餐廳Woody's El Nido試著將墨西哥卷餅放入油炸鍋之中炸製，結果大受歡迎。故在1952年創辦Macayo's之時，將其作為招牌美食之一。